# Џејмс Бернстајн
Џејмс Бернстајн (6. мај 1946, Лансинг, Мичиген) је православни свештеник у пензији. 

## Биографија
Бернстајнов отац, Исак, је био традиционални јеврејски рабин из Јерусалима, који је 1941. године имигрирао у Сједињене Државе и настанио се у Лансингу, држава Мичиген, где се Џејмс родио. Разочарани у Бога, Џејмсови родитељи се селе у нејеврејску четврт Вудхејвен у Квинсу, Њујорк, али и даље посећују традиционалну јеврејску синагогу. Бернстајн је у младости играо шах и 1960. освојио омладинско првенство Сједињених Држава. Са шеснаест година се заинтересовао за хришћанство, читао Нови завет, и постао протестант, али без чланства у некој цркви.
На кратко је, 1967. године, живео у Јерусалиму, у близини родног места свога оца и међу арапским хришћанима. Дипломирао је економију 1970. године на Квинс колеџу у Њујорку, након чега се преселио у Заливску област Сан Франциска, где је Мојшеу Розену помогао да оснује покрет Јевреји за Исуса. За време 1970-их, предводио је  евангелистички Исусов покрет и радио у Хришћанском светском ослободилачком фронту Џека Спаркса и, 1975. године, постао пастор у евангелистичкој православној цркви. Упоредо са својом религиозном активношћу, радио је као надзорник производње електронских чипова.
Године 1981. постао је православни хришћанин, а 1985. године се вратио у Њујорк са својом супругом Бони и четворо деце, где похађао је Православну богословску академију Светог Владимира и 1989. године магистрирао теологију. У свештени чин Антиохијске патријаршије је рукоположен 10. јула 1988. године и служио три године као помоћни парох у парохији Св. Антона у Бергенфилду, Њу Џерзи. Од 1990. до пензионисања 2017. године, служио је у храму Павла у Линвуду и Брајеру поред Сијетла, Вашингтон.